# 藤原玄信
藤原 玄信（ふじわら の げんしん、生没年不詳）は、奈良時代の女官。姓は朝臣。官位は従位下・命婦。名は元信とも表記される。

## 生涯
藤原仲麻呂の乱で活躍したものと推定されており、乱後の天平宝字8年（764年）9月、無位から従五位下に叙され、天平神護元年（765年）正月には、竹乙女・吉備由利・稲蜂間仲村女・大野仲仟・阿倍豆余里とともに勳四等を授けられている。その後、しばらく記録から姿を消すが、光仁朝末期の宝亀10年（779年）9月、命婦の玄信に正五位下から従四位下に昇叙された、という記録が残されている。

## 官歴
『続日本紀』による
- 天平宝字8年（764年）9月20日：従五位下
- 天平神護元年（765年）正月7日：勳四等
- 時期不詳：正五位下
- 宝亀10年（779年）10月24日：従四位下